# Vendresse

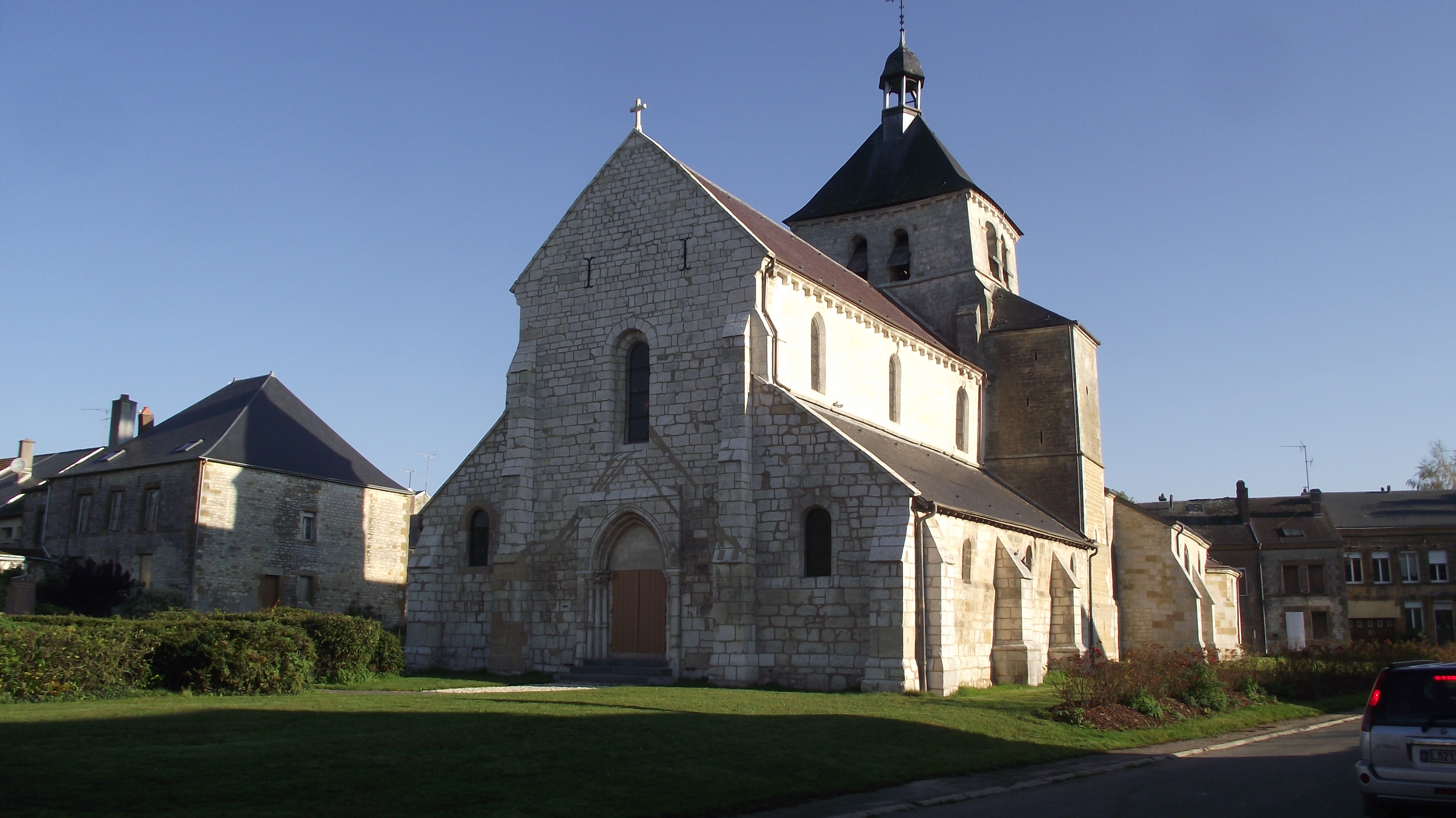
Kostel sv. Martina

Vendresse je francouzská obec v departementu Ardensko v regionu Grand Est. V roce 2014 zde žilo 521 obyvatel.

## Poloha obce
Sousední obce jsou: Bairon-et-ses-Environs, Élan, Chémery-Chéhéry, Omicourt, Le Mont-Dieu, La Neuville-à-Maire, Omont, Sapogne-et-Feuchères, Sauville a Villers-le-Tilleul.

## Vývoj počtu obyvatel
Počet obyvatel

## Památky
- Zříceniny zámku Cassine, postaveného roku 1571 a vyhořelého 1927.
- Kostel sv. Martina, trojlodní kamenná stavba s věží nad křížením. Nejstarší části (presbytář a věž) pocházejí z 12. století, loď s plochým stropem je gotická, klenuté boční lodi jsou ze 16. století.
- Arboretum Bois de la Vierge o rozloze asi 4,4 km2, založené roku 1912